# Rozgrywki regionalne w Grecji w piłce nożnej (1921/1922)
Rozgrywki regionalne (1921/1922) były 1. edycją piłkarskich rozgrywek regionalnych w Grecji. Zmagania toczyły się niezależnie w kilku regionach tego kraju. Ich celem było wyłonienie nieoficjalnego mistrza Grecji, którego jednak nie udało się wyłonić. Najpopularniejsze rozgrywki odbywały się wśród zespołów skupionych w okolicach Aten i Pireusu. 

## Mistrzostwa Aten i Pireusu
Oryginalna nazwa tych rozgrywek to Enosi Podosferikon Somation Athinon Pireos. Ich zwycięzcą został zespół Panellinios PAO, który w finale pokonał drużynę Piraiki Enosis 3-0. 
Oprócz tych drużyn w rozgrywkach brały udział 2 klubu z Aten (Stratiotikí Skholí Evelpídhon oraz Kipriakos AO), a także 3 zespoły z Pireusu (Piraikos Syndesmos, Agglike Skholí Naytikon oraz Skholí Naytikon Dokimon).

## Pozostałe regiony
Niestety nie są znane rozstrzygnięcia w pozostałych regionach Grecji.